# Contea di Xingshan
La contea di Xingshan (兴山县S, Xīngshān XiànP) è una contea della Cina, situata nella provincia di Hubei e amministrata dalla prefettura di Yichang.